# Adele Faccio
Adele Faccio (Pontebba, 13 novembre 1920 – Roma, 8 febbraio 2007) è stata un'attivista e politica italiana, tra le prime propugnatrici del diritto all'autodeterminazione delle donne su materie riguardanti il proprio corpo e cofondatrice del centro d'informazione sulla sterilizzazione e sull'aborto.
Il suo attivismo costituì un importante contributo alla promulgazione in Parlamento di norme sull'interruzione volontaria di gravidanza, entrate in vigore, per la prima volta, con la Legge 194; in seguito fu anche deputata nelle file del Partito Radicale.

## Biografia
Nacque in una famiglia di intellettuali di origini biellesi: tra i cugini del padre si ricordano Rina Faccio, notissima letterata meglio nota come Sibilla Aleramo, Franco Faccio, direttore d'orchestra alla Scala, e Carmelo Faccio, disegnatore attivo a Parigi.
Laureata in Lettere in filosofia all'Università di Genova, diventa assistente alla cattedra di Filologia romanza, quindi insegnante di spagnolo presso l'Istituto superiore di magistero di Genova. Durante la seconda guerra mondiale entra nella lotta partigiana come staffetta (nome di battaglia "Vittoria"). Trasferitasi a Barcellona nel 1948, dove convive con un pittore, partecipa alla resistenza contro il Franchismo, collaborando alla rivista clandestina Occident.
Rientrata in Italia nel 1952, riprende l'insegnamento nelle scuole secondarie ma, ben presto, decide di abbandonarlo rifiutandosi di prestare il giuramento di fedeltà allo Stato. Trasferitasi a Milano, lavora alle sezioni culturali di varie riviste, traducendo autori spagnoli e sudamericani. Nel 1959 nasce il figlio Dario che non viene riconosciuto dal padre e cresce da sola («Eravamo liberi tutti e due ma non ci sentivamo di sposarci, tutto qui»).
Il suo impegno politico per i diritti civili risale ai primi anni settanta. Il 26 gennaio 1975, ad una manifestazione politica tenuta al Teatro Adriano a Roma, Adele Faccio -  all'epoca presidente del Partito Radicale - dichiarò pubblicamente di aver interrotto volontariamente una gravidanza. Rientrata in Italia dalla Francia, dove si era trasferita a seguito di un mandato di cattura per associazione a delinquere, era attesa dalle forze di polizia all'esterno del teatro, dove la Faccio era relatrice del convegno del Partito Radicale sull'aborto.
Fu quindi arrestata dalla polizia, in quanto l'aborto volontario era all'epoca ancora elencato tra i "delitti contro l'integrità e la sanità della stirpe" nel Titolo X del Codice penale del 1930 allora vigente (norme abolite solo nel 1978 con l'introduzione della Legge 22 maggio 1978 n. 194). Marco Pannella digiunò per la sua scarcerazione.
L'interruzione volontaria di gravidanza per motivi terapeutici fu in seguito dichiarata parzialmente non incostituzionale dalla Corte Costituzionale l'anno seguente. Nella seconda metà degli anni Settanta, Adele Faccio è stata anche deputata alla Camera durante la VII, l'VIII e la X legislatura, nelle file del Partito Radicale. Nel 1989 è stata una dei fondatori dei Verdi Arcobaleno.

## Libri
- La guerra per bande, Edizioni Avanti, Roma, 1961; riedito da Mondadori, Milano 1967.
- L'albero della libertà, Emilia de Besi Editore, Bologna, 1975. (Raccolta di poesie, dedicata a Emma Bonino, dalla Resistenza al 1975).
- Il reato di Massa, SugarCo Milano, 1975.
- Le mie ragioni (conversazioni con 70 donne), Feltrinelli, Milano, 1975.
- Fuga dal tempo 1957 (Raccolta di poesie e disegni originali di A. Faccio), Amanda Editrice, Roma, 1980.
- Una strega da bruciare, Lanfranchi Editore, Milano, 1981.